# Rogers Cup 2007
Canada Masters 2007 (також відомий під назвою Rogers Masters 2007 і Rogers Cup 2007 за назвою спонсора) — тенісний турнір, що проходив на відкритих кортах з твердим покриттям. Це був 118-й за ліком Мастерс Канада. Належав до серії ATP Masters в рамках Туру ATP 2007, а також до серії Tier I в рамках Туру WTA 2007. Чоловічий турнір відбувся в Uniprix Stadium в Монреалі (Канада) з 6 серпня до 12 серпня 2007 року, а жіночий - в Rexall Centre у Торонто (Канада) з 13 серпня до 20 серпня 2007 року.

## Фінальна частина

### Одиночний розряд, чоловіки
Новак Джокович —  Роджер Федерер 7–6(7–2), 2–6, 7–6(7–2)
- Для Джоковича це був 4-й титул за сезон і 6-й - за кар'єру. Це був його 2-й титул Masters за сезон і за кар'єру.

### Одиночний розряд, жінки
Жустін Енен —  Єлена Янкович 7–6(7–3), 7–5
- Для Енен це був 7-й титул за сезон і 36-й - за кар'єру. Це був її 1-й титул Tier I за сезон, 9-й загалом, а також 2-га перемога на цьому турнірі.

### Парний розряд, чоловіки
Магеш Бгупаті /  Павел Візнер —  Пол Генлі /  Кевін Ульєтт 6–4, 6–4

### Парний розряд, жінки
Катарина Среботнік /  Ай Суґіяма —  Кара Блек /  Лізель Губер 6–4, 2–6, [10–5]